# Carter Rycroft
Carter Rycroft, född den 29 augusti 1977 i Grande Prairie, Kanada, är en kanadensisk curlingspelare.
Han tog OS-silver i herrarnas curlingturnering i samband med de olympiska curlingtävlingarna 2002 i Salt Lake City.